# Comuna Dumbrăveni, Constanța
Dumbrăveni este o comună în județul Constanța, Dobrogea, România, formată din satele Dumbrăveni (reședința) și Furnica. Este comuna cu cea mai mică populație din județ.

## Demografie
Componența etnică a comunei Dumbrăveni
     Români (84,99%)
     Alte etnii (1,55%)
     Necunoscută (13,47%)
Componența confesională a comunei Dumbrăveni
     Ortodocși (84,11%)
     Alte religii (1,77%)
     Necunoscută (14,13%)
Conform recensământului efectuat în 2021, populația comunei Dumbrăveni se ridică la 453 de locuitori, în scădere față de recensământul anterior din 2011, când fuseseră înregistrați 552 de locuitori. Majoritatea locuitorilor sunt români (84,99%), iar pentru 13,47% nu se cunoaște apartenența etnică. Din punct de vedere confesional, majoritatea locuitorilor sunt ortodocși (84,11%), iar pentru 14,13% nu se cunoaște apartenența confesională.

## Politică și administrație
Comuna Dumbrăveni este administrată de un primar și un consiliu local compus din 9 consilieri. Primarul, Luminița Șandru[*], de la Partidul Național Liberal, este în funcție din 1 noiembrie 2024. Începând cu alegerile locale din 2024, consiliul local are următoarea componență pe partide politice:
|  | Partid                    | Consilieri | Componența Consiliului | Componența Consiliului | Componența Consiliului | Componența Consiliului | Componența Consiliului | Componența Consiliului |
|  | ------------------------- | ---------- | ---------------------- | ---------------------- | ---------------------- | ---------------------- | ---------------------- | ---------------------- |
|  | Partidul Național Liberal | 6          |                        |                        |                        |                        |                        |                        |
|  | Partidul Social Democrat  | 3          |                        |                        |                        |                        |                        |                        |